# Refondation pour la gauche

Logo

La Refondation pour la gauche (en italien, Rifondazione per la sinistra, RPS) est un parti politique italien, fondé par Nichi Vendola, lors d'une assemblée de la minorité du Parti de la refondation communiste, réunie à Chianciano Terme le 24 janvier 2009. Ce mouvement comprend la majeure partie de la motion Vendola, minoritaire lors du dernier congrès du PRC (2008), à l'exception de quelques personnalités.
L'objectif fondateur de RPS est celui d'unifier la gauche en un nouveau mouvement politique qui adhère au projet de Constituante de la gauche, lancé par la Gauche démocrate.
Nichi Vendola fonde alors un Movimento per la Sinistra (mouvement pour la gauche) qu'il fait adhérer à Gauche et Liberté en mars 2009.